# Dave Coulier
David Alan "Dave" Coulier (21 de setembro de 1959) é um ator, dublador e comediante de stand-up comedy estadunidense, mais conhecido por interpretar o personagem Joey Gladstone no seriado Full House, ("Três é Demais" no Brasil) durante 8 temporadas. Repetindo o papel em Fuller House.

## Biografia
Coulier nasceu em St. Clair Shores, Michigan. Ele começou sua carreira no stand up comedy no ensino médio através da personificação de seu diretor de escola e outros agentes no sistema de som. Ele se formou em 1977 na Universidade Notre Dame High School em Harper Woods, Michigan.

## Carreira
Coulier tem feito um extenso trabalho de voz para shows, incluindo Extreme Ghostbusters, The Real Ghostbusters, Slimer! and the Real Ghostbusters (assumindo o personagem  de Peter Venkman após a partida de Lorenzo Music do papel), Muppet Babies, após Howie Mandel deixar (Baby Animal, Baby Bunsen, feijão Coelho e Tio Statler e Waldorf, até mesmo um Janice pré-adolescente para uma episódio), Scooby and Scrappy-Doo, Os Jetsons, Rude Dog e Dweebs, detenção e Teen Titans. [carece de fontes?]. De 1984 a 1986, ele também foi o anfitrião de uma série de comédia na Nickelodeon conhecido como Out of Control.
Coulier é o mais famoso pelo papel de Joey Gladstone no sitcom Full House. Ele esteve no show de 1987 até seu cancelamento em 1995. Ele era famoso por fazer as vozes e imitações. Além de casa cheia, Coulier apareceu em George e Leo e Nick Freno: Professores Licenciados. Ele também recebeu pessoas mais engraçadas da América com Arleen Sorkin e mais tarde com Tawny Kitaen e bate Opportunity. Além disso, ele também era um ator de voz em Yogi Bear e do voo mágico do Spruce Goose, e manifestou o Gato Félix em algumas ocasiões. Ele também lançou um álbum solo chamado Cut It Out, um tributo a auto-proclamada "tops e shorts curtos."
Além de seu trabalho de voz, Coulier também tomou algumas peças na qualidade constante do filme original Disney Channel, The Thirteenth Year e The Even Stevens Movie (onde teve um cameo como um apresentador de realidade), assim como o filme da Nickelodeon original Shredderman Regras e ele escreveu e estrelou em um piloto para o FX unaired chamado Sussurros e bolas.
Ele também fundou a companhia de seus próprios filhos de entretenimento Entertainment F3, em 2000. Em 2003, Coulier apareceu na terceira temporada de The Surreal Life. Então, em 2006, ele apareceu no reality show Skating with Celebrities na FOX, onde foi emparelhado com o medalhista olímpica Nancy Kerrigan. Eles foram eliminados no quarto episódio.
Atualmente é membro do Pato's Mystery Theater Breath trupe de comédia de turismo (que ele alega é comédia limpa, mas não tão assustador 'como Full House), bem como o anfitrião da série Animal Kidding. Ele também foi um Kids Choice Awards de acolhimento e estrelou como o Sr. Byrd na TV do filme Shredderman Rules, em 2007.
Em 2 de junho de 2008, Chikara, promoção de wrestling profissional baseado em Filadélfia, Pensilvânia, anunciou que Coulier foi eleito pelo Conselho de Administração Chikara como o novo comissário da empresa, uma posição que ele irá realizar para os dois anos seguintes até a próxima eleitoral (a ter lugar a 25 de maio de 2010). Em 4 de setembro, Coulier emparelhado com o menor homem do mundo, Ele Pingping, em um combate de tag team. Coulier é o sucessor do ex-comissário e  companheiro de elenco de Full House, Bob Saget.
Em 2009, Coulier a voz de Bob McKenzie sobre a série animada canadense Bob & Doug, baseado nos personagens SCTV Bob e Doug McKenzie. Coulier tornou a primeira pessoa que não Rick Moranis para retratar o personagem, como Moranis (que serve como produtor executivo) não estava interessada em retomar o papel. Coulier diz que entende que os fãs de longa data pode ser cético em relação a sua visão sobre o papel, mas ele não pôde deixar de saltar a chance de retratar um de seus personagens favoritos em quadrinhos. "É enorme espaço a preencher, entrar no lugar de Rick Moranis. É como uma personagem, criada grande e eu acho que a única coisa que tenho a meu favor é que tipo de sons semelhantes e que metade da minha família é do Canadá." família da mãe é de Bathurst, Novo Brunswick.
Após o cancelamento de Full House, em 1995, Coulier lutava para encontrar papéis de destaque na televisão e no cinema. Após um breve período no reality show com The Surreal Life e Skating with Celebrities, Coulier continuou a fazer aparições regulares de televisão como apresentador de programas como o povo americano mais engraçado, Animais de parto e Kid A maioria da América talentoso. Ele continua a turnê os EUA e Canadá como um comediante stand-up, e recentemente lançou um site Coulier comédia orientadas para a juventude, cleanguys.TV. [Carece de fontes?]
Ele está atualmente dublando o papel de Bob McKenzie sobre a série animada canadense Bob & Doug. O papel era originalmente de Rick Moranis em esquetes live-action da série de comédia SCTV, mas Moranis recusou a voz do personagem na nova série.

## Estilo de Comédia
O stand-up de rotina de Coulier está centrado na sua capacidade de imitar celebridades e personagens de desenhos animados, um talento que lhe deu uma segunda carreira na dublagem. Muitos dos bits de Coulier envolvem colocar personagens bem conhecidos em situações inesperadas. Geralmente, o material de Coulier é amplamente familiar, uma posição que se estendeu para o seu site de comédia orientadas para a juventude, o cleanguys.TV.
A partir de 5 de abril de 2008, Coulier está atualmente em turnê com o "Clean Guys of Comedy Tour", um grupo de comédia familiar. A turnê inclui Ryan Hamilton de Last Comic Standing e Rogers Kivi.

## Vida Pessoal
Coulier foi casado durante dois anos com Jayne Modean e tem um filho chamado Luc. Depois ele teve um relacionamento com a cantora Alanis Morissette, mas eles se separaram pouco antes de ela gravar o álbum Jagged Little Pill. Durante uma entrevista em 2008, Coulier admitiu ser o ex-namorado retratado na canção You Oughta Know.

## Filmografia
- (re-syndicated (1985) version of) The Jetsons (1962) (voz)
- Scooby and Scrappy-Doo (1979) (série de TV) (voz)
- Things Are Tough All Over (1982) creditado como Dave Couwlier
- Out of Control (1984) (série de TV)
- Muppet Babies (1986–1991) (série de TV) (voz)
- The Real Ghostbusters (1986) (série de TV) (Peter Venkman) (1987 – 1991) (Originally Lorenzo Music)
- Full House (1987–1995) (série de TV)
- It's Garry Shandling's Show (1990) (série de TV)
- America's Funniest People (1990) (série de TV)
- Mighty Joe Young (1998) (Mighty Joe)
- The Thirteenth Year (1999) (TV)
- To Tell the Truth (2000) (série de TV)
- The Even Stevens Movie (2003) (TV)
- America's Most Talented Kid (2003) (série de TV)
- The Surreal Life (2003) (série de TV) (2004)
- Skating With Celebrities (2006) (série de TV)
- Robot Chicken (2006) (série de TV) (voz)
- Shredderman Rules! (2007) (TV)
- The GradeSchool Game (2007) (apresentador)
- Farce of the Penguins (2007) (diretamente em vídeo) (voz)
- Bob & Doug (2009) (série de TV) (voz de Bob McKenzie)
- Fuller House (2015-Presente)